# 小行星21422
小行星21422（21422 Alexacarey）是一颗绕太阳运转的小行星，为主小行星带小行星。该小行星于1998年3月24日发现。

## 轨道参数
小行星21422的轨道半长轴为2.1849565 UA，离心率为0.050。